# Nicola Losacco
Nicola Losacco (Bari, 19 agosto 1968) è un allenatore di calcio ed ex calciatore italiano, di ruolo difensore.

## Carriera

### Giocatore
Ha cominciato nel Bisceglie, con cui ha vinto il Campionato Interregionale, passando in Serie C2 tra i professionisti.
In seguito ha totalizzato 73 presenze (segnando una rete) in Serie B con le maglie di Messina e Cosenza, tra il 1988 e il 1993 (salvo una breve parentesi alla Triestina).
Passò poi in C1 al Matera, al Nola (due stagioni) e al Casarano.
Scese, quindi, in C2 con il Catanzaro (tre stagioni), Cavese e Nuova Nardò.
Chiuse la carriera di nuovo in C1, alla Carrarese.

### Allenatore
Nel febbraio 2010 assume la guida della Victoria Locorotondo, impegnata nel campionato di Eccellenza pugliese con cui si salva dopo i play-out. Successivamente entra a far parte nelle file del Bari come allenatore dei giovanissimi provinciali, in seguito come allenatore degli allievi regionali e nell'agosto del 2013 dei giovanissimi nazionali. Dal 2019 è l'allenatore in seconda del Monopoli.
Dopo aver allenato la formazione primavera del Brindisi, Il 4 marzo 2024 viene nominato tecnico della prima squadra, in Serie C. Non riesce a invertire il trend negativo e a fine stagione retrocede da ultimo in classifica.

## Statistiche

### Presenze e reti nei club
| Stagione         | Squadra          | Campionato       | Campionato | Campionato | Coppe nazionali | Coppe nazionali | Coppe nazionali | Totale | Totale |
| Stagione         | Squadra          | Comp             | Pres       | Reti       | Comp            | Pres            | Reti            | Pres   | Reti   |
| ---------------- | ---------------- | ---------------- | ---------- | ---------- | --------------- | --------------- | --------------- | ------ | ------ |
| 1985-1986        | Bisceglie        | Int.             | 4          | 0          | CID             | ?               | ?               | 4      | 0      |
| 1986-1987        | Bisceglie        | C2               | 24         | 1          | CIC             | ?               | ?               | 24     | 1      |
| 1987-1988        | Bisceglie        | C2               | 29         | 2          | CIC             | ?               | ?               | 29     | 2      |
| Totale Bisceglie | Totale Bisceglie | Totale Bisceglie | 57         | 3          |                 | ?               | ?               | 57+    | 3+     |
| 1988-1989        | Messina          | B                | 16         | 0          | CI              | ?               | ?               | 16     | 0      |
| 1989-1990        | Messina          | B                | 28         | 1          | CI              | ?               | 1               | 28     | 1      |
| 1990-1991        | Messina          | B                | 13         | 0          | CI              | ?               | ?               | 13     | 0      |
| Totale Bisceglie | Totale Bisceglie | Totale Bisceglie | 57         | 1          |                 | ?               | ?               | 57+    | 1+     |
| ago. - nov. 1991 | Triestina        | C1               | 8          | 0          | CIC             | ?               | ?               | 8+     | 0+     |
| 1991-1992        | Cosenza          | B                | 12         | 1          | CI              | ?               | ?               | 12     | 1      |
| 1992-1993        | Cosenza          | B                | 4          | 0          | CI              | ?               | ?               | 4      | 0      |
| Totale Bisceglie | Totale Bisceglie | Totale Bisceglie | 16         | 1          |                 | ?               | ?               | 16+    | 1+     |
| 1993-1994        | Matera           | C1               | 13         | 0          | CIC             | ?               | ?               | 13     | 0      |
| ago.-nov. 1994   | Matera           | C2               | 5          | 0          | CIC             | ?               | ?               | 5      | 0      |
| Totale Bisceglie | Totale Bisceglie | Totale Bisceglie | 18         | 0          |                 | ?               | ?               | 18+    | 0+     |
| 1993-1994        | Nola             | C1               | 22         | 0          | CIC             | ?               | ?               | 22     | 0      |
| 1995-1996        | Nola             | C1               | 33         | 0          | CIC             | ?               | ?               | 33     | 0      |
| Totale Bisceglie | Totale Bisceglie | Totale Bisceglie | 55         | 0          |                 | ?               | ?               | 55+    | 0+     |
| 1996-1997        | Casarano         | C1               | 20         | 0          | CIC             | ?               | ?               | 20+    | 0+     |
| 1997-1998        | Catanzaro        | C2               | 30         | 0          | CIC             | ?               | ?               | 30     | 0      |
| 1998-1999        | Catanzaro        | C2               | 1          | 0          | CIC             | ?               | ?               | 1      | 0      |
| 1999-mar. 2000   | Catanzaro        | C2               | 0          | 0          | CIC             | ?               | ?               | 0      | 0      |
| Totale Bisceglie | Totale Bisceglie | Totale Bisceglie | 31         | 0          |                 | ?               | ?               | 31+    | 0+     |
| mar.-giu. 2000   | Cavese           | C2               | 8          | 0          | CIC             | ?               | ?               | 8+     | 0      |
| 2000-2001        | Nardò            | C2               | 24         | 0          | CIC             | ?               | ?               | 24+    | 0+     |
| 2002-2003        | Carrarese        | C1               | 8          | 0          | CIC             | ?               | ?               | 8+     | 0+     |
| Totale carriera  | Totale carriera  | Totale carriera  | 302        | 5          |                 | ?               | ?               | 302+   | 5+     |

### Statistiche da allenatore
Statistiche aggiornate al 6 marzo 2024.
| Stagione        | Squadra         | Campionato      | Campionato | Campionato | Campionato | Campionato | Coppe nazionali | Coppe nazionali | Coppe nazionali | Coppe nazionali | Coppe nazionali | Coppe continentali | Coppe continentali | Coppe continentali | Coppe continentali | Coppe continentali | Altre coppe | Altre coppe | Altre coppe | Altre coppe | Altre coppe | Totale | Totale | Totale | Totale | % Vittorie | Piazzamento       |
| Stagione        | Squadra         | Comp            | G          | V          | N          | P          | Comp            | G               | V               | N               | P               | Comp               | G                  | V                  | N                  | P                  | Comp        | G           | V           | N           | P           | G      | V      | N      | P      | %          | Piazzamento       |
| --------------- | --------------- | --------------- | ---------- | ---------- | ---------- | ---------- | --------------- | --------------- | --------------- | --------------- | --------------- | ------------------ | ------------------ | ------------------ | ------------------ | ------------------ | ----------- | ----------- | ----------- | ----------- | ----------- | ------ | ------ | ------ | ------ | ---------- | ----------------- |
| mar.-giu. 2024  | Brindisi        | C               | 10         | 3          | 4          | 3          | CI-C            | -               | -               | -               | -               | -                  | -                  | -                  | -                  | -                  | -           | -           | -           | -           | -           | 10     | 3      | 4      | 3      | 30,00      | Sub., 20° (retr.) |
| Totale carriera | Totale carriera | Totale carriera | 10         | 3          | 4          | 3          |                 | 0               | 0               | 0               | 0               |                    | -                  | -                  | -                  | -                  |             | -           | -           | -           | -           | 10     | 3      | 4      | 3      | 30,00      |                   |

## Palmarès

### Club

#### Competizioni nazionali
- Campionato Interregionale: 1

Bisceglie: 1985-1986